# 원샷한솔
원샷한솔은 대한민국의 시각 장애인 유튜버 이고 최초로 점자실버버튼을 받았다.

## 컨텐츠
"TV 속이나 미디어 속 장애인들의 모습을 보면 늘 굉장히 불쌍하거나 아니면 무언가를 극복해서, 굉장히 대단한 사람처럼 비춰지는 경우가 많은데, 장애인이라고 해서 늘 슬프거나 힘든 건 아니다. 그래서 자신의 영상을 너무 과장하거나 포장하지 않고 '김한솔'이라는 사람의 일상을 여러분께 보여주고 싶다는 생각이다."고 했다.
| “ | 저는 콘텐츠에서 다름과 차별의 인식을 변화시키고 싶어요. 유튜브를 통해서 시각장애인이라고 다르지 않다. 방식이 다를 뿐이라는 걸 이야기하고 싶고요. 장애인이라고 해서 늘 슬프거나 힘든 건 아니거든요. 그런데 TV 속이나 미디어 속 장애인들의 모습을 보면 늘 굉장히 불쌍하거나 아니면 무언가를 극복해서, 굉장히 대단한 사람처럼 비춰지는 경우가 많아요. 사실 이런 TV 속, 미디어 속에서 비춰지는 장애인의 모습이 우리나라 사회 인식을 만들었다고 생각이 들더라고요. 그렇기 때문에 저는 제 영상을 너무 과장하거나 포장하지 않고 정말 있는 그대로 시각장애인의 일상 모습. '김한솔’이라는 사람의 일상을 여러분께 자연스럽게 보여드리고 싶다는 생각이에요. | ” |
|   | — 김한솔, 유튜브 영상 중 |   |

### 쇼츠
2022년 2월 11일, 계란후라이의 진정한 고수 영상부터 쇼츠를 올리기 시작했다.
- 누군가 나에게 물었다.
가장 많이 올라온다. 상황극으로, "누군가 나에게(내게) 물었다. 너 혹시 ~~~~~ 이렇게 해?"로 시작한다. 처음에는 잘못된(물은) 방법을 해 실패하는 것을 보여주다, 실제로 어떻게 잘 하는지 보여준다.
- 시각장애인이 ~~하는 방법!
"시각장애인이 ~~하는 방법!"이라며 비장애인이 일상생활에서 쉽게 할 수 있는 일을 시각장애인이 하는 방법을 보여준다.

## 학력
- 용산고등학교(자퇴)
- 한빛맹학교 (졸업)
- 건국대학교 경영대학 (경영학 / 학사)

## 장애 위조 의혹
영상을 올리고 유명해졌을 때부터 아임뚜렛처럼 연기가 아니냐며 장애를 인증하라는 요구가 들어왔다.

### 제기하는 증거
유튜브에서 나를 시각장애인으로 보지 않는 이유 영상에서 밝힌 내용이다. 
- 눈 모양이 시각장애인이 아니다.
- 영상에서 카메라를 잘 응시한다.
- 일상생활을 잘 한다.
  - 라면을 잘 끓인다.
  - 스프를 구분한다.
  - 인덕션 불을 잘 조절한다.

### 대응과 장애인인 증거
원샷한솔은 2020년 11월 26일, 👨‍🦯시각장애인이 카메라를 어떻게 그렇게 똑바로 쳐다봐? 저는 사실... 영상을 올려 카메라를 쳐다보는 방법과 이유를 설명했다. 방법은 "몇 시 방향으로 조금 더"와 같은 지시를 통해 보고, 이유는 사람들과 아이 컨텍(눈맞춤)을 하고 싶어서라고 한다.
원샷한솔은 2021년 7월 17일,  제발 그만 좀 하세요! 저 시각장애인 맞아요 영상을 올려 한 번 더 최종적으로 해명했다. 영상에서는 "복지카드를 보여 달라고 하고 싶으면 예의 바르게, 기분 좋게 말을 해야지. 인증 트라우마 걸릴 것 같다."고 말하며, 2010년 11월 9일에 받은 자신의 복지카드를 공개했다.  이어 자신에 생일에 발급받은 카드라 더 좋다고 말했다.
대부분의 의혹 증거들을 보고 "어이가 없다"며 "눈 모양은 얼굴 모양처럼 사람마다 다른 것이고 시각장애인이라고 특별한 것 없다", "라면 스프는 눈만 감고 만져봐도 구분할 수 있다. 직접 해봐라.", "우리 집 인덕션은 켜면 9단계고, 줄여서 맞추면 된다." 등 의혹을 제기할 거면 제대로 증거를 가져오라며 비판했다.

## 출판
2022년 10월, 자신의 에세이 《슬픔은 원샷, 매일이 맑음》을 출판했다. 책에는 자신의 이야기와 생각이 들어 있다고 한다.